# Angelo Tosi
Angelo Tosi (Casal Pusterlengo, 17 mei 1964) is een Italiaans voormalig professioneel wielrenner. Hij reed voor onder meer Lampre.
Als junior was hij vooral actief als baanwielrenner en veldrijder, vooral in het laatst was hij redelijk succesvol, met enkele top-25 noteringen in wereldbekerwedstrijden.

## Belangrijkste overwinningen
1984
Circuito del Porto-Trofeo Internazionale Arvedi
Milaan-Busseto

## Resultaten in voornaamste wedstrijden
| Jaar | Milaan-San Remo |
| ---- | --------------- |
| 1987 | 154e            |

## Ploegen
- 1987 –  Remac-Fanini
- 1988 –  Fanini-Seven Up
- 1989 –  Verynet-FNT-AS Juvenes San Marino
- 1990 –  Diana-Colnago
- 1991 –  Colnago-Lampre
- 1992 –  Spago-Finlandia
- 1993 –  Spago-Rossin
- 1994 –  Rossin-Fir